# Eudicella loricata
Eudicella loricata es una especie de escarabajo coprófago del género Eudicella, subfamilia, Scarabaeinae, orden Coleoptera. Fue descrita por Janson en 1877.

## Distribución
Especie originaria de la región afrotropical. Se distribuye por Tanzania, Angola, Camerún, Zimbabue, Uganda, Burundi, República Centroafricana, República Democrática del Congo, Malaui, República del Congo, Ruanda y Zambia.

## Sinonimia
- Ceratorrhina loricata Janson, 1877.[2]
- Cyprolais loricata (Janson, 1877).[2]
- Coelorrhina loricata (Janssen, 1877).[2]
- Coelorhina furcata Kolbe, 1884.[2]
- Coelorhina glabrata Kolbe, 1884.[2]
- Ceratorhina grandyi Bates, 1877.[2]
- Coelorhina imitatrix Kolbe, 1884.[2]
- Coelorhina poggei Kolbe, 1884.[2]
- Coelorhina radei Kolbe, 1884.[2]